# Dirindi
Dirindi was een Nederlandse jazzband, gericht op Braziliaanse muziek. De band was actief van 2004 tot en met 2009. De naam van de band verwijst naar een klein bos in de staat Poço Fundo, waar Antônio Carlos Jobim als kind kwam.
In 2004 bracht Dirindi haar eerste album uit, Cantar do Jobim, dat een eerbetoon is aan de tien jaar daarvoor gestorven Antônio Carlos Jobim, en geheel gevuld is met minder bekende bossanova-composities van Jobim.
In 2007 verscheen het tweede album van Dirindi, dat meer samba bevat. Ook op dit album is gekozen voor minder bekend werk en wordt geheel in de jazz-traditie door de instrumentalisten gesoleerd.

## Discografie
- Cantar do Jobim (2004)
- Esse Samba (2007)